# Басин, Меер Велькович
Меер Велькович Басин (8 июня 1890 года — 20 сентября 1918 года) — российский революционер, член ВРК Кавказской армии, один из 26 бакинских комиссаров.

## Биография

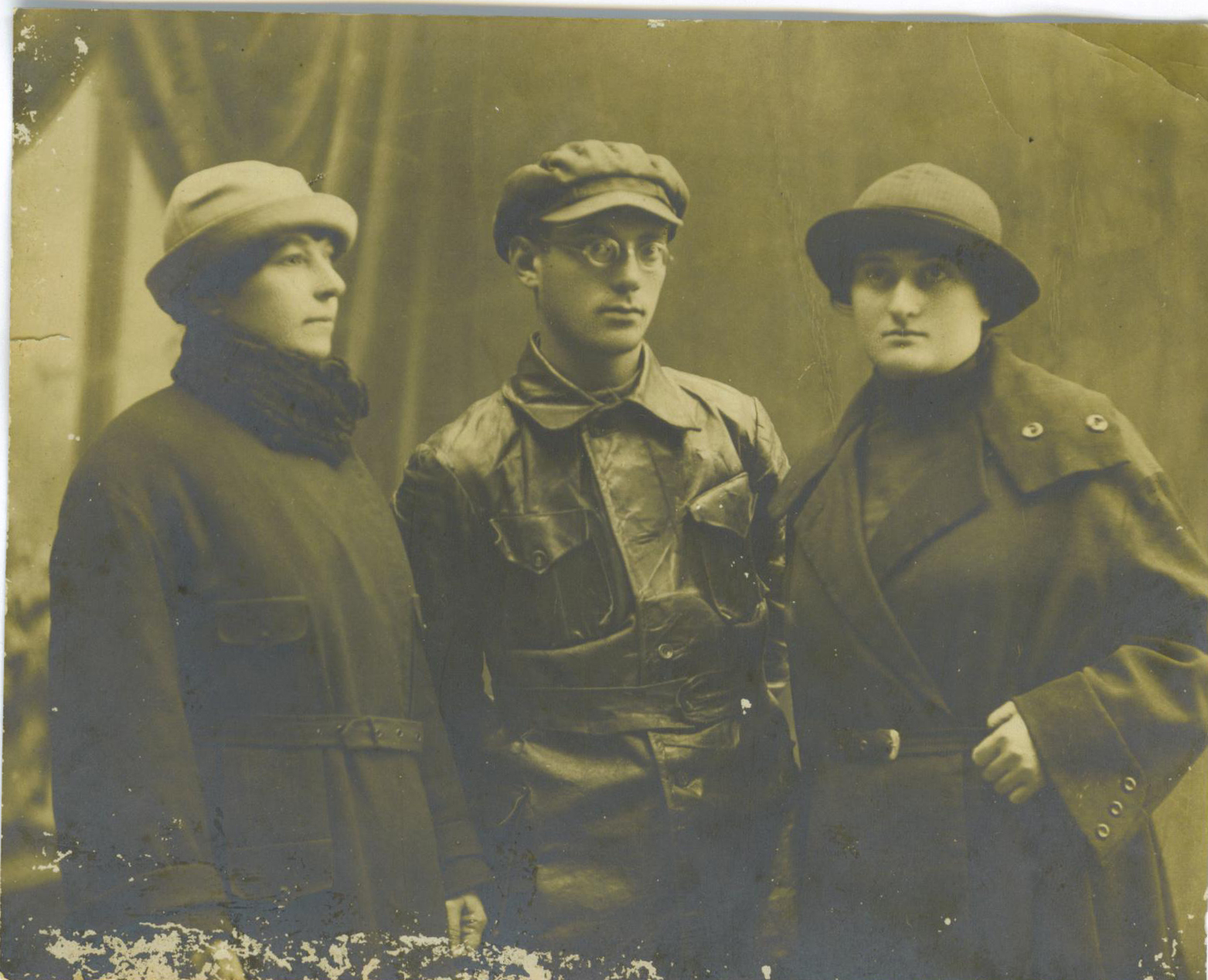
Клара Вельковна Басина (сестра Меера Басина), и племянники Меера Басина — Григорий (в центре) и Эсфирь Альтшулер. Баку, 1920-е

Родился в бедной еврейской семье, отец его был водовозом.
В 1909 году окончил Могилёвское еврейское ремесленное училище. В 1912 году он вступил в Российскую социал-демократическую рабочую партию и вскоре стал членом Бакинского комитета РСДРП(б). Работал в профсоюзах печатников, портных («Игла») и торгово-промышленных служащих.
После падения 26 июля 1918 г. Бакинской коммуны, комиссары были арестованы и помещены в тюрьму. Тем не менее 28 августа, находящегося в тюрьме Меера Вельковича избирают в совет Баку. 14 сентября красные отряды берут тюрьму штурмом и освобождают комиссаров, которые отправляются в Красноводск. Однако по пути туда они были вновь схвачены.
Расстрелян 20 сентября 1918 года в числе 26 бакинских комиссаров на 207-й версте между станциями Ахча-Куйма и Перевал (ныне — на территории Балканского велаята, Туркменистан).

## Память
В советское время именем М. В. Басина в Баку была названа улица (нынешняя улица Физули).
В настоящее время имя М.В. Басина носят улицы в Черикове и Волгограде.

## Примечание
1. ↑  Город Могилев – история, культурные ценности, Белорусско-Российский университет и т.д. - Здание былого ремесленного училища. Дата обращения: 12 сентября 2015. Архивировано из оригинала 4 марта 2016 года.